# Katarina Engberg
Ulla Maria Katarina Engberg, född den 30 juni 1950, är en svensk före detta ämbetsman och säkerhetspolitisk analytiker. Engberg är departementsråd och chef för Sekretariatet för analys och långsiktig planering vid Försvarsdepartementet.
Hennes inriktning är studiet av staters underrättelsetjänster och det världspolitiska makt- och intrigspelet.
På 1990-talet arbetade Katarina Engberg med försvarets operativa problem och under 2000-talet med den omvärldsanalys, som skall ligga till grund för strategiska beslut om en för Sveriges försvar optimal förbandsorganisation.
I media har Katarina Engberg gjort sig känd för sina analyser av världsläget. Enligt Engberg är det svenska försvarets uppgift att ge nationell trygghet och att solidariskt deltaga i internationell krishantering.
Katarina Engberg var i slutet av 1960-talet ordförande för SECO, Sveriges Elevers Centralorganisation (idag Sveriges Elevkårer). Hon har tidigare arbetat på Utrikespolitiska institutet och i Försvarsmakten. Hon är ledamot av Kungliga Krigsvetenskapsakademien.